# Playmobil

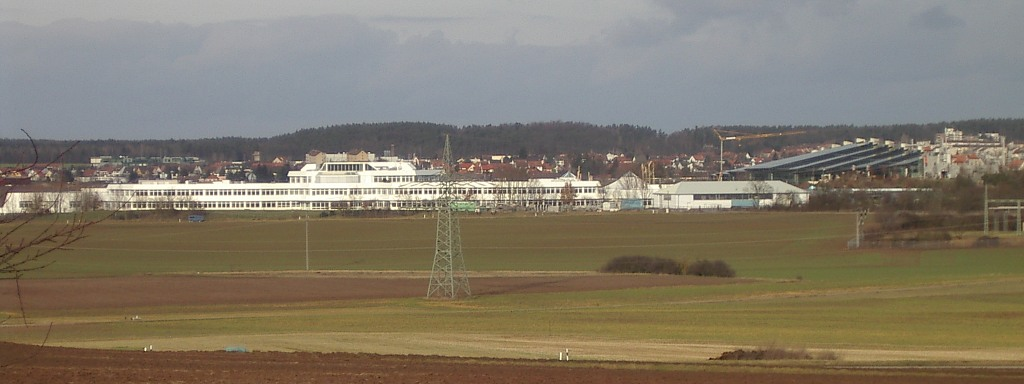
Zentrale in Zirndorf

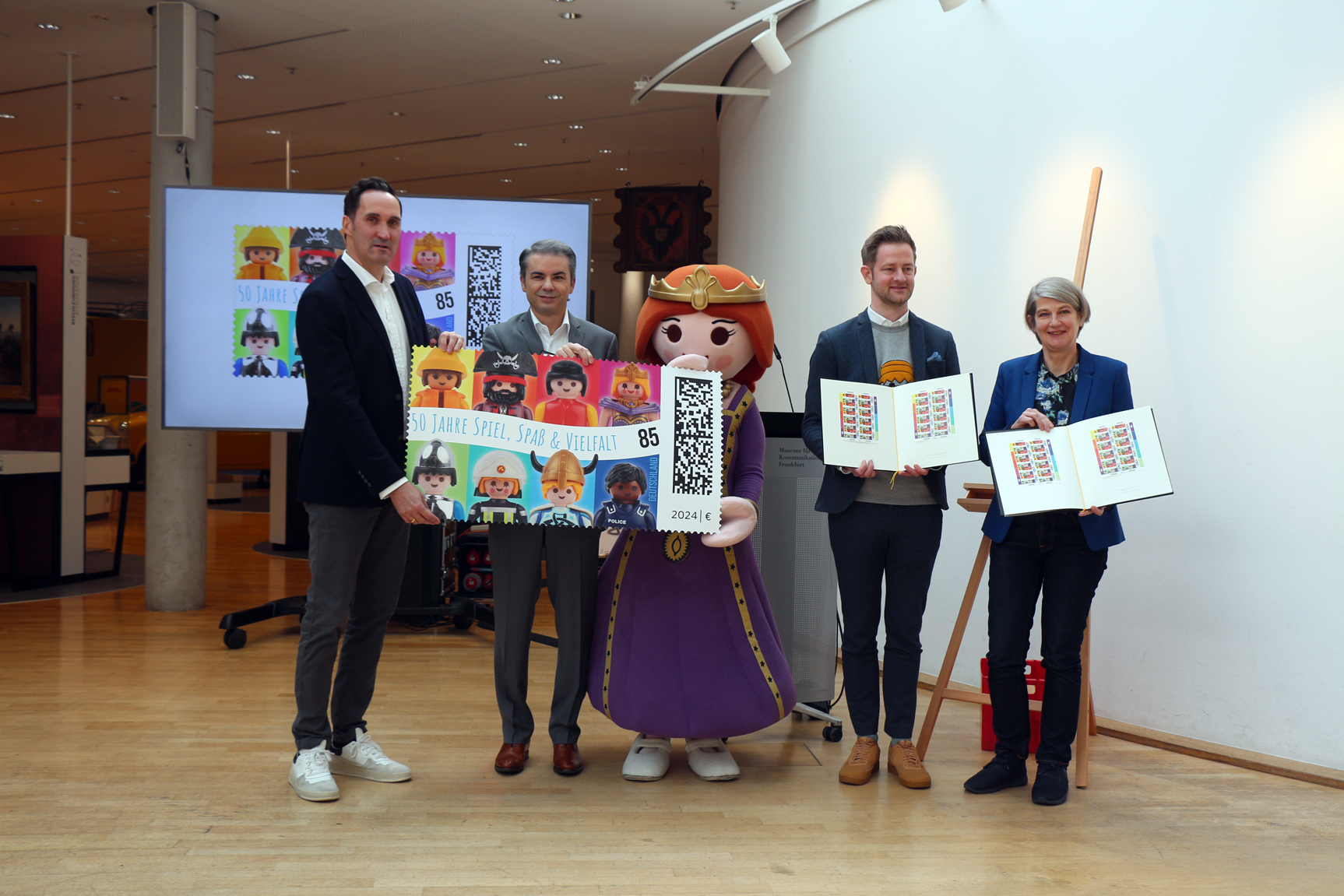
Präsentation des Postwertzeichens „Spielfiguren – 50 Jahre Spiel, Spaß und Vielfalt“ am 1. März 2024 im Museum für Kommunikation Frankfurt.

Playmobil ist eine Spielzeug-Marke der deutschen geobra Brandstätter Stiftung & Co. KG, die zur Horst Brandstätter Holding GmbH gehört. Der Unternehmenssitz befindet sich in Zirndorf (Landkreis Fürth).
Das ursprüngliche Hauptelement war eine 7,5 cm große, menschenähnliche Spielfigur aus Kunststoff. Inzwischen gibt es verschiedene weitere Teile und ganze Bausätze, mit denen zum Beispiel Gebäude mit Inneneinrichtung gestaltet werden können.
Die Markteinführung erfolgte im Jahre 1974 mit den ersten Figuren Ritter, Indianer und Bauarbeiter. Erfinder von Playmobil ist der Mustermacher und damalige Chefentwickler Hans Beck, der die Idee eines neuen Spielsystems auf Wunsch von Firmeneigentümer Horst Brandstätter realisierte. Der Markenname „Playmobil“ geht ebenfalls auf Hans Beck und Horst Brandstätter zurück. Der charakteristische blaue Schriftzug wurde von dem Künstler und Grafikdesigner Rainer Willingstorfer entworfen. Neben Playmobil gehört seit 2000 auch die Marke Lechuza zur Horst Brandstätter Group.

## Beschreibung

### Produktion
Playmobil-Figuren und -Gegenstände sind industriell hergestellte Massenware. Die Aufstellfiguren sind von ihrer Funktion her Nachfolger von Kinderspielzeug nach Art von Zinnsoldaten. Die sogenannten „Klickies“ bestehen aus Einzelteilen, die in großen Serien mit Spritzgussmaschinen aus einem Acrylnitril-Butadien-Styrol-Copolymerisat (ABS) hergestellt werden. Menschen darstellende Playmobil-Figuren bestehen aus einem Kopf, einer Perücke, zwei Armen sowie einem Rumpf mit Innenteil und Beinpaar. In der richtigen Reihenfolge zusammengesetzt genügt ein kräftiger Druck auf den Schädel, und alles klickt fest zusammen. In der neuen Serie „Wiltopia“ werden Naturfarbstoffe verwendet, wodurch häufig ein pastelliger Farbton entsteht. Laut einem Bericht der Frankfurter Allgemeinen Zeitung von 2014 werden jährlich 100 Millionen Figuren verkauft.

### Einstufung als Kunstwerk
In einem Urteil vom 28. Oktober 1994 stellte das Landgericht Nürnberg-Fürth fest, dass Playmobil-Figuren als „Werke der angewandten Kunst“ eine „urheberrechtliche Werksqualität“ besitzen. In ihnen komme „künstlerische Individualität“ zum Ausdruck. Zitat: „Die ‚playmobil‘-Grundfigur ist gerade nicht eine naturalistische Darstellung eines Menschen oder Menschentyps. Von der menschlichen Gestalt, ihren Proportionen und ihrem ‚normalen‘ Äußeren wurde in vielfacher Hinsicht abstrahiert und eine Merkmalskombination geschaffen, die in der Natur nicht vorgegeben ist. […] Demnach hat der Schöpfer der ‚playmobil‘-Grundfigur […] in Verwirklichung eigenständiger Vorstellungen eine auf ihre wesentlichen Elemente zurückgenommene, trotzdem aber noch natürlich wirkende menschliche Figur geschaffen. Dem Schöpfer des Klagemodells ist es gelungen, Modelle zu schaffen, die unter teilweiser Verwendung technisch bedingter und/oder bereits bekannter Kombinationselemente einen ästhetischen Gesamteindruck hervorrufen, der im vorbekannten Formenschatz noch nicht vorhanden ist.“

### Maßstab
Die Größe der klassischen Playmobil-Figur entspricht mit 7,5 cm der Modellbau-Nenngröße 2, die einem Maßstab von 1:22,5 entspricht. Die Eisenbahnmodelle sind auch mit der dazugehörenden Modellbahn-Spur IIm (G) kompatibel. Einige Sets wie z. B. der Verladekran werden auch als für die Gartenbahn passend beworben und dementsprechend eingesetzt, zumal sie auch wetterfest sind.

## Geschichte
Die Markteinführung von Playmobil erfolgte 1974. Hans Beck begann bereits 1970 mit der Entwicklung des System-Spielzeugs, doch erst als die steigenden Ölpreise im Jahr 1973 den Kunststoffpreis verzehnfachten, wagte Horst Brandstätter die Markteinführung, denn die damals von Geobra produzierten Großkunststoffartikel (Deckenverkleidungen, Kindermöbel etc.) wurden unrentabel und für die kleinen Figuren wurde wesentlich weniger des teuren Rohstoffs gebraucht.
Das Unternehmen Geobra Brandstätter stellte das neu entwickelte Spielzeug erstmals am 2. Februar 1974 auf der Nürnberger Spielwarenmesse vor. Den ersten Themen Baustelle, Wilder Westen und Ritterzeit folgten bis heute rund 40 verschiedene Themen mit umfangreichem Zubehör. 1976 kamen weibliche Figuren dazu, Kinder- und Babyfiguren wurden erstmals 1981 bzw. 1983 verkauft. Die Figuren wurden im Laufe der Jahre nur leicht modifiziert – so kamen bewegliche Hände und verschiedene „Haartrachten“ hinzu –, blieben aber immer an den ursprünglichen, in ihrer Reduziertheit unverkennbaren Formen ausgerichtet.
Ab 1976 fertigte die griechische Firma Lyra das Playmobilsortiment in Lizenz von Geobra Brandstätter für den dortigen Markt und entwickelte auch eigene Produkte zu dem System. Das Unternehmen exportierte wohl auch in den Nahen Osten, 1986 wurde die Produktion jedoch eingestellt. Ab 1982 fertigte die Firma Schaper die Produkte in Lizenz in den USA.
Nur wenige Jahre nach der Markteinführung von Playmobil wurde das Unternehmen Geobra Brandstätter der umsatzstärkste deutsche Spielwarenhersteller und rangiert seitdem an der Spitze. Das Unternehmen beschäftigte 2019 weltweit mehr als 4600 Mitarbeiter.
1975 brachte das Unternehmen BIG das Konkurrenzprodukt Play-BIG heraus. Zwar unterlag Geobra Brandstätter in einem durch die Markteinführung verursachten, jahrelangen Rechtsstreit, aber Playmobil konnte sich letztendlich auf dem Markt durchsetzen; BIG – auch bekannt durch ihr Bobby-Car – stellte die Produktion von Play-BIG bereits 1979 wieder ein.
Im Jahr 1999 feierten die Playmobil-Figuren ihr 25. Jubiläum. Mit der Sonderausstellung „Winzige Weltmacht – 25 Jahre Playmobil“ im Spielzeugmuseum Nürnberg kam das Kultspielzeug von 20. Mai bis 10. Oktober 1999 zum ersten Mal ins Museum. Ein Jahr darauf folgte eine Ausstellung im Städtischen Museum in der benachbarten Playmobil-„Hauptstadt“ Zirndorf von 8. Juni bis 1. Oktober 2000.

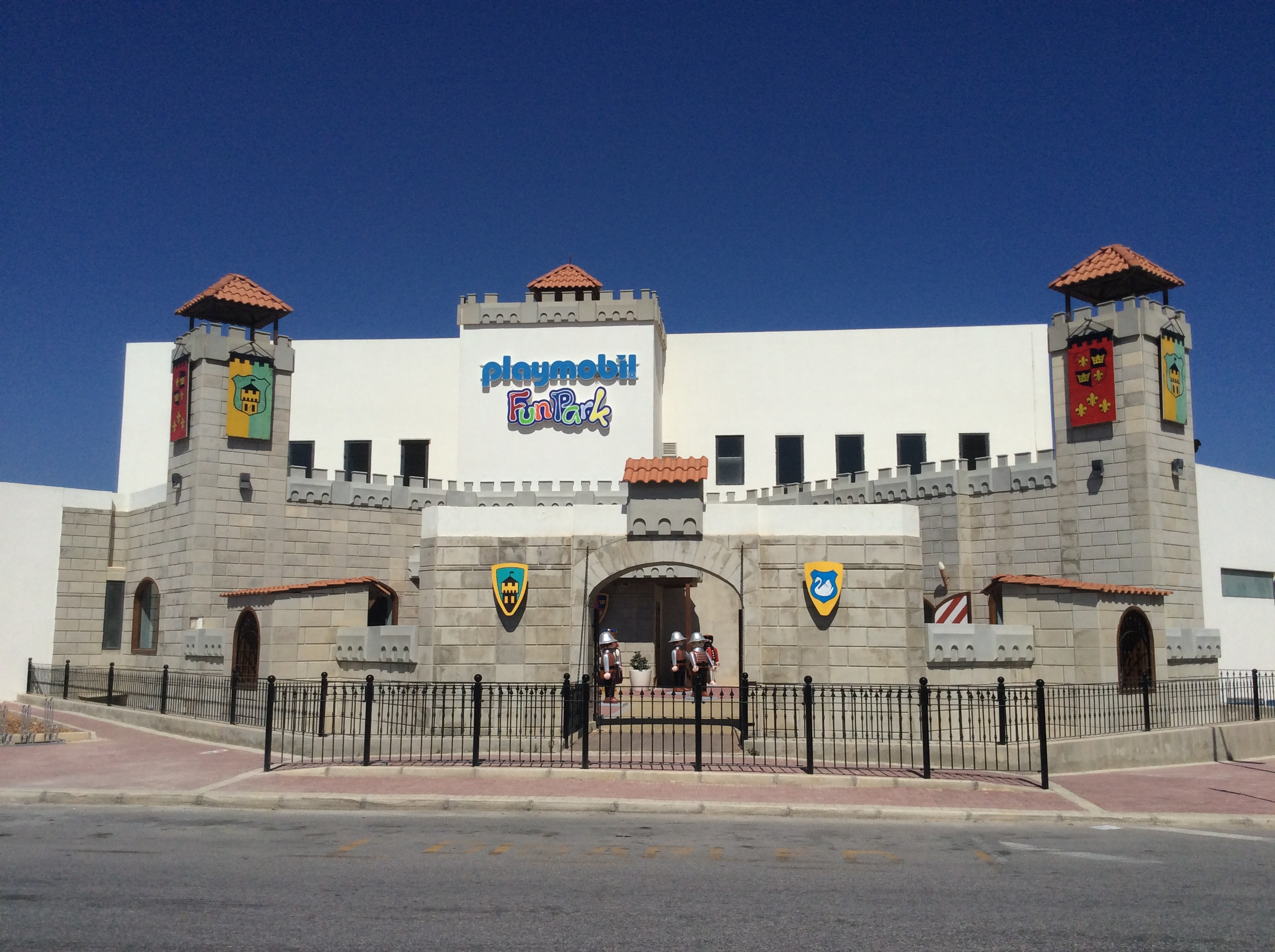
Playmobil FunPark auf Malta

Seit dem Jahr 1991 gibt es in Zirndorf auch einen Playmobil-Freizeitpark, den Playmobil FunPark, dessen Außenbereich seit dem Jahr 2000 stetig vergrößert wird. Inzwischen wurden weitere Playmobil FunParks in Paris, auf Malta, in Athen und in Palm Beach eröffnet. Auch in Orlando existierte ein FunPark, der aber im Januar 2007 geschlossen wurde.
2004 waren anlässlich des 30. Geburtstags im Historischen Museum der Pfalz Speyer vom 30. November 2003 bis 18. April 2004 nicht nur viele Figuren, sondern auch deren oft ungewöhnliche Verwendungen von Sammlern und Künstlern zu besichtigen. Die Ausstellung mit dem Titel „30 Jahre Playmobil – Entdecke die Welt“ tourte bis 2007 durch Deutschland und war im Maximilianpark Hamm vom 15. Mai bis 7. August 2005, im Niederrheinisches Museum Memoria-Haus Kevelaer vom 22. August bis 6. November 2005, im Bilderbuchmuseum Burg Wissem Troisdorf vom 20. November 2005 bis 19. Februar 2006, im Roemer- und Pelizaeus-Museum Hildesheim vom 4. März bis 6. Juni 2006 und im Kulturhistorischen Museum Magdeburg vom 7. Juli bis 21. Oktober 2007 zu sehen. Neben dieser Ausstellung gab es auch im Städtischen Museum Zirndorf eine Playmobil-Ausstellung namens 30 Jahre Playmobil – SpielzeugGeschichte(n) aus Zirndorf, die von 3. Juli bis 5. September 2004 ausgestellt wurde. Zum Jubiläumsjahr 2004 wurde auch eine deutschlandweite Jubiläumsaktion namens „Die große Geburtstagstour“ durchgeführt.
Zum 40-jährigen Jubiläum fand vom 1. Dezember 2013 bis 2. November 2014 im Historischen Museum der Pfalz in Speyer die Sonderausstellung 40 Jahre Playmobil – Eine Abenteuerreise durch die Zeit statt. Diese wurde nach ihrem Ende in Speyer wie auch die Vorgängerausstellung an andere Orte weitergegeben. So war sie vom 29. März bis 25. Oktober 2015 im Landesmuseum Festung Ehrenbreitstein Koblenz und vom 21. November 2015 bis 21. Februar 2016 im Braunschweigischen Landesmuseum Vieweg-Haus / Staatliches Naturhistorisches Museum Braunschweig und vom 18. oder 19. März bis 25. September 2016 im Maximilianpark Hamm zu sehen. Die letzte Station der Ausstellung folgt von 15. Oktober 2016 bis 27. August 2017 in Limburgsmuseum Venlo (Niederlande). Neben dieser Ausstellung fanden zwei weitere Ausstellungen zum 40. Jubiläum statt: Die Welt im Spiel – 40 Jahre Playmobil im Spielzeugmuseum Nürnberg von 19. April bis 19. Oktober 2014 und Happy Birthday! – 40 Jahre Playmobil im Städtisches Museum Zirndorf von 28. Juni 2014 bis 22. Februar 2015. Im September 2014 fand die Aktion 40 Jahre Playmobil – 40.000 Figuren – „Share the smile!“ in ausgewählten Großstädten auf der ganzen Welt statt. Bei einer weiteren Aktion Around the World schickte Playmobil den Mitgliedern von Playmobil Collectors Club eine Playmobil-Figur als Reisenden mit Namen Tim the Traveller in die ganze Welt.
Am 3. Juni 2015 verstarb der Playmobil-Unternehmensinhaber Horst Brandstätter. Nach seinem Tod ging das Unternehmen in eine Doppelstiftung über: eine gemeinnützige Stiftung und eine Unternehmensstiftung, in der die wichtigsten Mitarbeiter vertreten sind. In der Berichterstattung wurde ein Führungsproblem ausgemacht: „Keiner der drei neuen Vorstände darf allein entscheiden, man belauere sich.“ Im März 2016 verließ Judith Weingart, eine der Vorsitzenden, die Firma wegen Problemen mit ihren Vorsitzpartnern. Zum 1. Dezember 2016 folgte Steffen Höpfner als Vorstandschef auf den verstorbenen Brandstätter.
Vom 12. November 2018 bis zum 17. Februar 2019 fand die Sonderausstellung Playmobil Spielgeschichte(n) im Heimatmuseum Reutlingen statt.
Höpfner beendete seinen Vertrag vorzeitig zum 31. Juli 2023; seitdem leitet Finanzvorstand René Feser die Unternehmensgruppe als Chief Operating Officer (COO).
Im Oktober 2023 wurde bekannt, dass Playmobil nach zwei umsatzschwachen Jahren weltweit etwa 700 Stellen abbaut, mehr als die Hälfte davon in Deutschland, was etwa 16 Prozent der Gesamtbelegschaft entspreche. Bereits zuvor wurde der Formenbau mit 74 Stellen ausgelagert. Playmobil gab an, noch unter Wirkungen der Pandemie zu leiden, obwohl die Spielwarenbranche ein großer Gewinner der Krise war. Branchenexperten schätzten, dass bei Playmobil 2022/23 der Umsatz um 20 % sank und unklar wäre, ob damit noch eine schwarze Null erreicht worden wäre. Die Lager seien mit Produkten gefüllt, die sich weniger als erwartet verkauften.

## Produktpalette und Firmenphilosophie
Playmobil versuchte lange, neutral medialen Trends zu folgen, sodass die Western- und Zirkus-Welt (seit 2009 nicht mehr im Programm) für Jahre aus dem Programm verschwanden, da es kaum noch massenwirksame mediale aktuelle Vorbilder gab. Die Welt der Piraten bekam hingegen einen Aufschwung durch die Fluch-der-Karibik-Reihe, sodass sogar Geisterpiraten-Sets angeboten wurden. Die Wiederentdeckung der Dinosaurier war Filmen wie Jurassic Park geschuldet.
Ein anderer Aspekt ist die Darstellung von Waffen, die bis 1997 nur auf historische Welten beschränkt war. Polizisten der Gegenwartswelt wurden bis dort nur mit Knüppel und Kelle ausgestattet. Das einzige moderne Gewehr fand sich in der Safari-Welt (1980–1988). Erst mit der Einführung der neuen realitätsnahen Polizeifiguren ab 1997 führte man auch eine moderne Handfeuerwaffe ein.
Dass sich in der jüngeren Gegenwart die traditionellen Lebensverhältnisse und Rollenmuster auflockern, spiegelt sich auch in der Playmobilwelt wider: Waren anfangs die Frauenfiguren entweder helfende Krankenschwestern, kochende indianische Frauen oder repräsentierende Königinnen, so drangen sie allmählich in Männerberufe vor und konnten etwa Polizistin werden. Es gibt „Playmobil Figures“-Sets, mit denen die Figur selbst zusammengebaut werden kann.
Playmobil bietet seinen Kunden auf der Firmen-Webseite Ersatzteile zur Nachbestellung an (auch kleinste Teile, wie z. B. die Radkappe eines Feuerwehrautos). So können Playmobil-Spielsachen einfach repariert werden. Dies gilt jedoch nur für aktuelle Sets; Produkte, die vom Markt genommen sind, werden nicht unterstützt.

### Lizenz-Artikel
Anders als bei der Konkurrenz, wie z. B. Lego, gab es bei Playmobil lange bewusst keine lizenzierten Merchandising-Produkte – also Sets, die im Rahmen einer gemeinsamen Vermarktung mit Filmen oder anderen Medien angeboten werden. Dafür gab es allerdings spezielle markenorientierte Sets, wie beispielsweise Flugzeuge mit Airline-Logo, die nur auf den Flügen der entsprechenden Airline verkauft werden, sowie seit 2015 als reguläres Set eine Nachbildung des Porsche 991 Carrera S. In der Vergangenheit gab es bereits exklusive Sets in Zusammenarbeit mit dem ADAC oder dem Technischen Hilfswerk.
Erst 2016 gab Playmobil eine Zusammenarbeit mit dem US-amerikanischen Figurenhersteller Funko bekannt. So entstanden lizenzierte Sammlerfiguren, etwa zu Doctor Who, Supernatural, Teenage Mutant Ninja Turtles, The Walking Dead oder Charlie und die Schokoladenfabrik. Diese Figuren weisen aber einen anderen Maßstab auf.
Ebenfalls 2016 angekündigt und bei der Nürnberger Spielwarenmesse 2017 erstmals vorgestellt, wurden lizenzierte Themenwelten zu Drachenzähmen leicht gemacht und den Ghostbusters.
2019 gibt Playmobil Lizenzartikel zu Spirit und Heidi von den gleichnamigen Zeichentrickserien heraus.
2020 bringt der Konzern Produkte rund um Zurück in die Zukunft und Scooby-Doo auf den Markt.
2021 gibt es weitere Lizenzen, namentlich zu Volkswagen, James Bond, A-Team und Star Trek. Damit zielt der fränkische Spielzeughersteller verstärkt auf den immer wichtiger werdenden Markt der Erwachsenen („Kidults“).
2022 setzt das Unternehmen diese Strategie fort und lanciert – neben einer Themenwelt zu Asterix – Automodelle von Mini, Mercedes-Benz und der TV-Serie Knight Rider.
2023 folgten Ferrari und der Citroën 2CV. Damit hat Playmobil insgesamt 11 Automarken in seinem Produktkatalog lizenziert.
2025 veröffentlichte Schwarzwald-Tourismus mit der "Schwarzwald-Marie" eine typische Figur des Schwarzwalds mit Bollenhut und Schwarzwälder Kirschtorte. Die Erstauflage von 77.000 Exemplaren war innerhalb weniger Stunden vergriffen.

## Themen
Themenwelten, die Playmobil aktuell produziert (Stand: April 2023):
- Junior (früher: 1.2.3 – eine Serie mit weniger beweglichen Teilen für jüngere Kinder)
- A-Team
- Asterix
- Ayuma
- City Life
- Country
- Dragons
- Dino Rise
- Duck on Call
- Family Fun
- Famous Cars
- History
- Knight Rider
- Magic
- Novelmore
- Princess
- Scooby-Doo
- Spirit
- Sports & Action
- Star Trek
- Stunt Show
- Wiltopia (aus recyceltem Plastik)
- Zurück in die Zukunft

### Werbe- und Sonderfiguren
Seit einigen Jahren werden von Playmobil Formate von Personen aus Kunst, Kultur, Literatur und Geschichte hergestellt. Dazu gehört auch die Sonderfigur von Martin Luther, die bislang erfolgreichste Einzelfigur in der Geschichte des Herstellers.
Auch für besondere Anlässe von Playmobil und andere Unternehmen wurden Werbefiguren hergestellt.

## Design

### Originaldesign
Hans Beck zeichnete 1971 erste Skizzen der späteren „Klickies“. In der Urfassung hatten die Figuren kleine Knollnasen, die später verschwanden. Die Figuren sind alle siebeneinhalb Zentimeter groß, damit sie optimal in die Hand von Kindern ab vier Jahren passen. Sie hatten von Anfang an ein genormtes Lächeln und ein Einheitsgesicht sowie eine Einheitsfrisur. Später kamen bewegliche Köpfe, Arme, Hände und Beine, sogar einhängbare Bärte und eingestanzte Brillen hinzu.

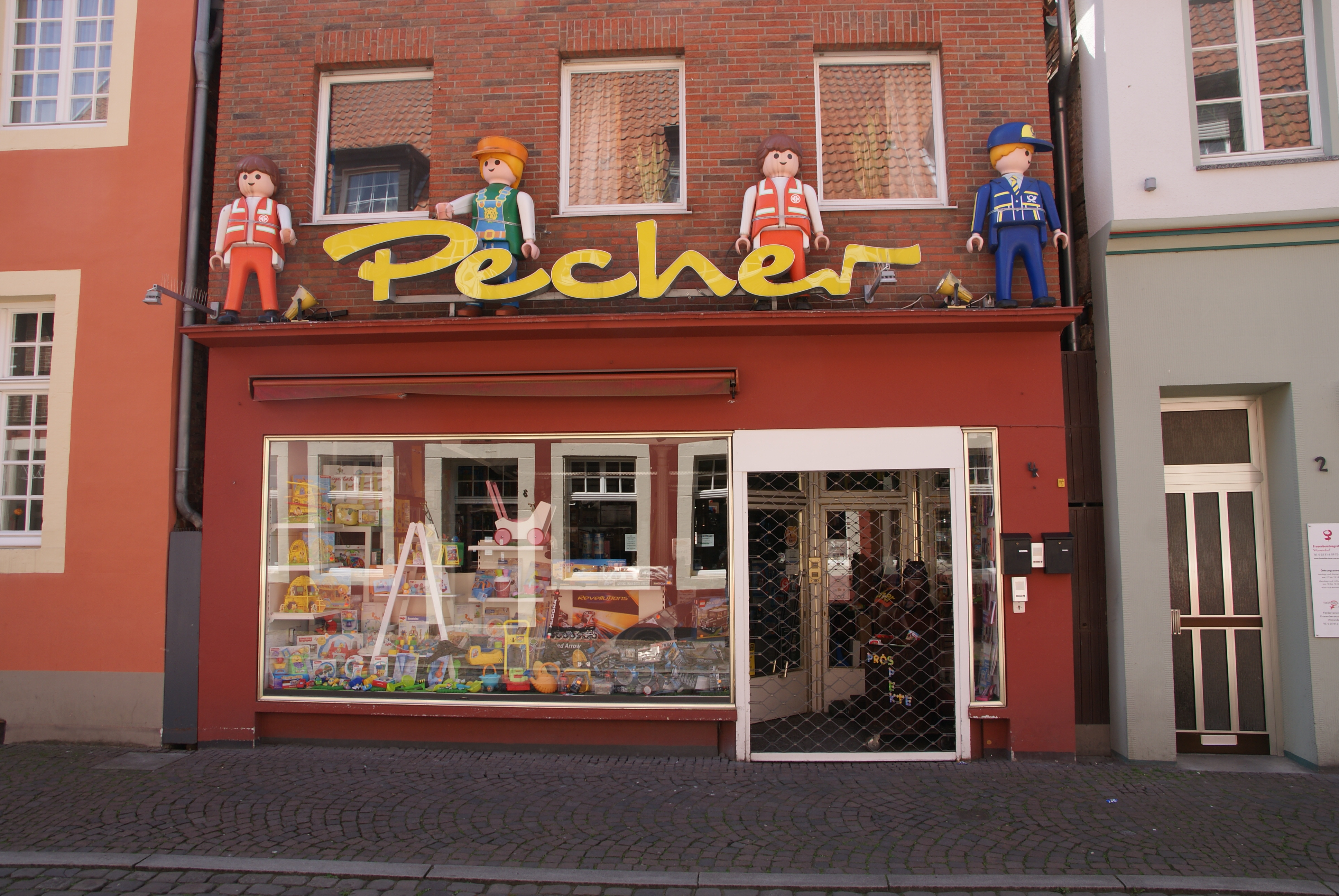
Übergroße Playmobil-Figuren als Außendekoration eines Spielzeuggeschäfts (Warendorf)

Playmobil-Figuren haben stets Hände, mit denen Gegenstände universell gegriffen werden können. Auf diese Weise lassen sich Figuren setübergreifend verwenden. Außerdem sind die Figuren in Playmobilsets in der Regel namenlos, wodurch den Spielern die Möglichkeit gegeben werden soll, den Figuren eigene Namen zu geben. Eine der ersten Ausnahmen ist im Set 3438-A (Abschlepp-Service) von 1992 zu sehen. Dort ist eine Figur enthalten, die die Aufschrift „Erwin“ auf der Latzhose trägt. Weitere Ausnahmen stellten auch die Figuren des 1999 erschienenen Spiels „Hype: The Time Quest“ dar. Seit der Jahrtausendwende wird dieses Vorgehen zunehmend aufgelockert. Playmobil produziert seit 2017 unter Lizenz auch einige Sets für Filmserien, wie z. B. Spirit: wild und frei, Dreamworks Dragons oder Ghostbusters, deren Charaktere dann auch in den Playmobil-Sets auftauchen. 2019 erschienen darüber hinaus auch Sets mit benannten Figuren zu Playmobil – Der Film oder zum Playmobil-Thema Novelmore.
Die Figuren sind so gestaltet, dass sie der Wahrnehmungsweise der kindlichen Benutzer entsprechen. Hans Beck hat den Kopf der Figuren groß und kugelig gemacht, weil Kinder, wenn sie Personen zeichnen, Köpfe genau so, als hervorstechendstes Körpermerkmal, malen. Er wollte, dass sich die Kinder mit den Figuren identifizieren.

### Rezeption des Playmobil-Designs

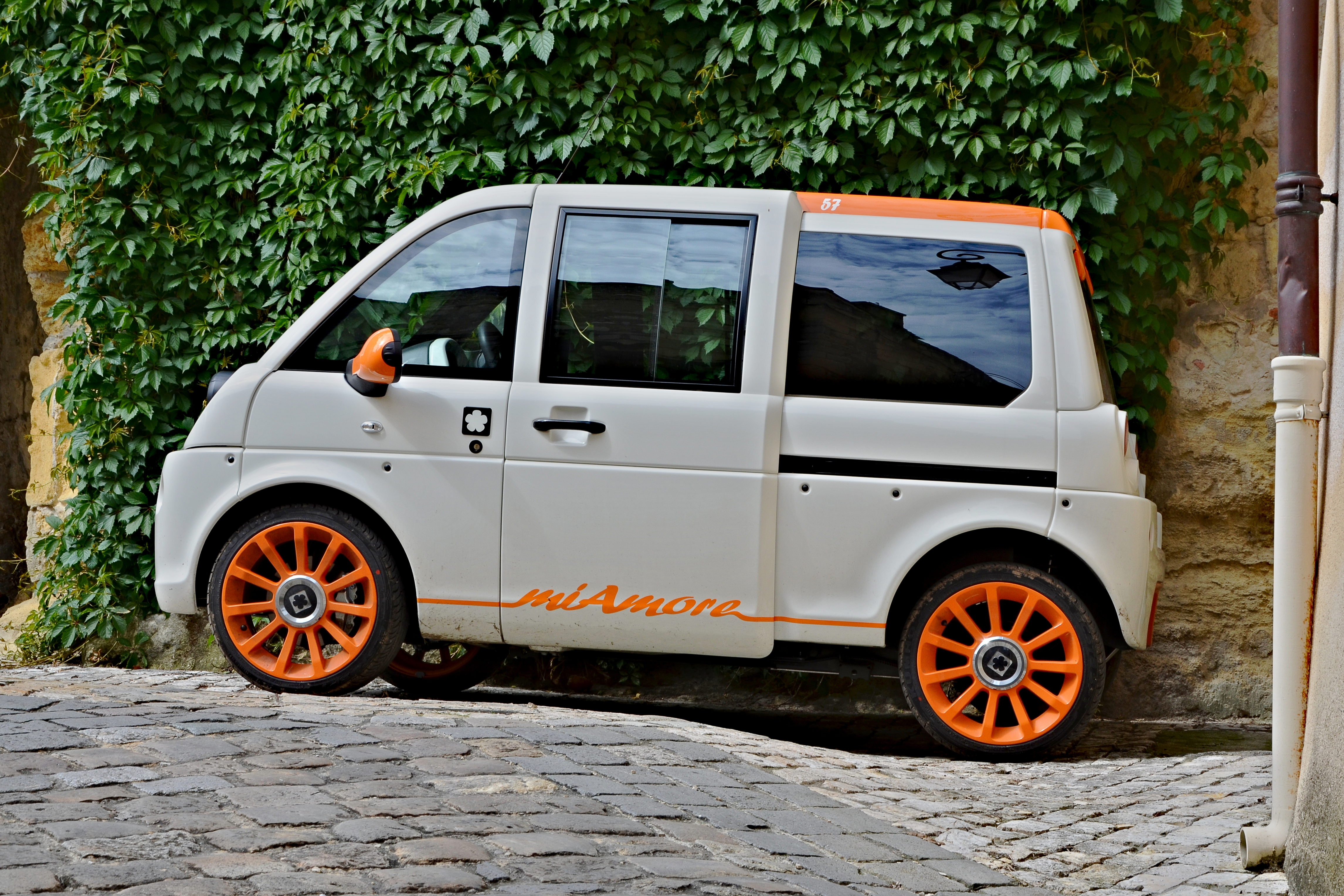
Der Mia L – Von Spiegel Online als „Playmobil für Große“ bezeichnet

Die Verwendung des Playmobil-Designs hat eine Eigendynamik entwickelt: Künstler wie Men Rabe, oder Ralf Gemein verwenden die Punkt-Punkt-Strich-Gesichter in ihren Werken. Das Magazin Spiegel Online bewertet das Elektro-Auto „Mia L“ der Firma Mia electric wegen seines Aussehens und seiner Bauart als „Playmobil für Große“. Google hat ein selbstfahrendes Auto im Playmobil-Look entwickelt.

## Verwendung von Playmobil-Figuren
Die Sets (mit Gebäude und Landschaftselementen) allgemein und die Figuren speziell, die als „Spielzeug-Ikonen“ betrachtet werden, eignen sich für Inszenierungen aller Arten. So ließ Harald Schmidt in seinen Sendungen mit Playmobil-Figuren griechische Sagen, Offenbachsche Operetten oder faschistische Fantasien nachstellen.
2005 stellte der Filmemacher Armin Maiwald für die Sendung mit der Maus die Varusschlacht mit 16.000 eigens dafür produzierten Playmobilfiguren nach. Die Figuren fanden 2009 eine weitere Verwendung in der Ausstellung Imperium Konflikt Mythos. 2000 Jahre Varusschlacht im LWL-Römermuseum in Haltern. Auf ca. 220 Metern sind dort die römischen Legionäre dauerhaft ausgestellt.
2008 verwendete der Musiker Plemo, dessen Pseudonym auf die Marke anspielt, im Musikvideo zu I Sexi (2008) Playmobil-Figuren im Stop-Motion-Verfahren. Das Unternehmen untersagte Plemo daraufhin die Verwendung der Figuren auf seiner Website.
Der Markenbotschafter und vollberufliche diorama artist Oliver Schaffer verwendet Teile seiner umfangreichen Playmobil-Sammlung dafür, verschiedenste Ausstellungen in Museen zu gestalten.
Im „Naporama“ in Ajaccio (Korsika) sind historische Szenen aus dem Leben Napoleons mit Playmobil nachgestellt.
Der Landesbildungsserver Baden-Württemberg empfiehlt, im Schulunterricht des Landes das Konstanzer Konzil mit Playmobil-Figuren nachzuspielen.
Im Allgemeinen duldet die Firma Geobra Brandstätter die öffentliche Verwendung von Playmobil-Artikeln. Sie will aber vor allem gegen die Nutzung von Playmobil-Artikeln zur Darstellung ideologischer, politischer, diskriminierender, kriegerischer, gewaltverherrlichender und nicht kindgerechter Inhalte, Themen und Szenen vorgehen, wenn „diese öffentlich werden oder in anderer Weise eine relevante Bedeutung erlangen“. Dem Markenrechtsanwalt Michael Terhaag zufolge dürfen „[m]arkenrechtlich geschützte Produkte wie Playmobilfiguren […] nicht zweckentfremdet werden.“
Da einige Themen (z. B. Römer, Ritter, Piraten, Western), die unter historischen Aspekten häufig mit dem Einsatz von Waffen und kriegerischen Handlungen verbunden sind, von der Firma Geobra als Playmobil-Themenwelten produziert und veröffentlicht wurden, besteht diesbezüglich eine Diskrepanz zu dem Anspruch der Firma Geobra Brandstätter, ein „gewaltfreies Kinderspielzeug“ zu produzieren.
Hierzu argumentiert die Firma Geobra Brandstätter, dass es vielmehr darum gehe, mit den Playmobil-Artikeln keine brutalen Kampfszenen und keine blutigen Verwundungen, Verstümmelungen oder Enthauptungen darzustellen.

### Politische Diskussionen
Im April 2012 bat Geobra Brandstätter die Piratenpartei Deutschland, keine Playmobil-Piratenfiguren als Symbol oder Werbeträger der Partei zu nutzen, da Playmobil „ein politisch neutrales Spielzeug“ sei. Anita Möllering, Bundespressesprecherin der Piratenpartei, antwortete, dass nicht die Piratenpartei, sondern die berichtenden Medien für diese Darstellungen verantwortlich seien und die Piratenpartei es auch „nicht toll“ fände, wenn sie mit Spielzeugen dargestellt werde.
Darüber hinaus steht vor allem die Gestaltung von Militärszenen in kontroverser Diskussion, die Streitkräfte aus der Zeit nach dem Jahr 1900 sowie deren Ausrüstung, Waffen und Militärfahrzeuge zeigt („Modernes Militär“).

### Rechtsstreit um die „Playmo-Bibel“
Im Jahr 2007 begann ein Pfarrer aus Steinbach im Taunus, Szenen aus dem Alten und Neuen Testament mit Playmobil-Figuren nachzubauen. Er fotografierte die einzelnen Szenen und veröffentlichte die Bilder unter der Bezeichnung „Playmo-Bibel“ auf einer eigenen Website im Internet. Aufgrund der Originalität dieser Bibel-Umsetzung zeichnete die Evangelische Kirche in Hessen und Nassau (EKHN) das Projekt im selben Jahr mit einem Innovationspreis aus. Nach anfänglicher Unterstützung für dieses Projekt nahm die Firma Geobra Brandstätter immer stärkeren Einfluss auf die Umsetzung und Veröffentlichung und wollte diverse Einschränkungen durchsetzen. Einerseits ging es dabei um die Darstellung nackter und modellierter Adam- und Eva-Figuren und andererseits um eine mit ausgebreiteten Armen am Kreuz hängende Jesus-Figur, deren Arme durch Erhitzen mit einem Haartrockner verbogen wurden. Zudem hat die Firma Geobra Brandstätter den Pfarrer aufgefordert, nicht mehr den Begriff „Playmo-Bibel“ zu verwenden. Nach gescheiterten Vermittlungsversuchen der Evangelischen Kirche in Hessen und Nassau (EKHN) in diesem Rechtsstreit beendete im Mai 2009 der Pfarrer sein „Playmobil-Bibel-Projekt“, schloss seine Internet-Seite und verkaufte auf Betreiben des Waldenbucher Museums für Alltagskultur das gesamte Kunstwerk an das Landesmuseum Württemberg. Im Herbst 2011 eröffnete das Waldenbucher Museum der Alltagskultur unter der Bezeichnung „Die Klicky-Bibel“ eine inhaltlich identische Playmobil-Ausstellung („adam, eva + co – Die Bibel in Spielfiguren“), die auch die umstrittenen Szenen enthielt. Hier war ein Unterlassungseinspruch der Firma Geobra Brandstätter jedoch gescheitert, weil „die Frist für Einwendungen gegen die Ausstellung nicht eingehalten wurde“.

### Grimme Online Award 2018 für „Sommers Weltliteratur to go“
Für „Sommers Weltliteratur to go“ wurde Michael Sommer mit dem Grimme Online Award 2018 in der Kategorie „Kultur und Unterhaltung“ prämiert. Auf seinem Youtube-Kanal komprimiert Sommer komplexe literarische Werke auf wenige Minuten und spielt diese mit Playmobil-Figuren nach. In einer Pressemitteilung der Brandstätter-Gruppe zur Auszeichnung hieß es, Sommer nehme die „Einladung zum kreativen Rollenspiel auf eine unterhaltsame und anspruchsvolle Art an, die ihresgleichen sucht. Wir schließen uns dem Urteil der Grimme-Jury an: ‚Intelligente Unterhaltung im Netz, einfach und genial‘“. Bis zur Auszeichnung soll Sommer laut eigenen Angaben über 150 Romane, Dramen und Märchen für alle Altersklassen verständlich aufbereitet haben. Sein Kanal zählt über 195.000 Abonnenten (Stand Januar 2025).

## Audio-Beitrag
- 50 Jahre Playmobil Kleine Figuren, große Kinderaugen, 4.55 Minuten-Audio-Version, von Anne Quirin, Deutschlandfunk Kalenderblatt vom 2. Februar 2024

## Medien

### Hörspiele
- Die Playmos (von Lübbe – zurzeit 83 Folgen)
- Professor Mobilux (von Europa, 16 Folgen)
- Playmobil (von Universal – 3 Folgen)

### Serie
Im Jahr 2014 wurde mit der französisch-deutschen Koproduktion Super 4 erstmals eine auf Playmobil-Spielzeug basierende Fernsehserie produziert. Die deutschsprachige Ausstrahlung begann 2015 auf dem Disney Channel.

### Magazin
Seit 2011 gibt es das Playmobil-Magazin, das achtmal im Jahr erscheint. Das Heft enthält zwei Comics mit Geschichten über aktuelle Playmobilfiguren, beigelegt ist immer eine dieser Figuren.

## Kritik
Playmobil-Figuren wurde bereits mehrfach ein pädagogischer Mehrwert bescheinigt. Allerdings wird auch regelmäßig Kritik an bestimmten Szenen oder Figuren in Playmobil-Sets von Kunden oder Pädagogen laut.
- Laut Horst Brandstätter[55] trinken Maurer „heute schon auch noch ihre Flasche Bier“. Trotzdem verschwand der Plastik-Bierkasten aus dem Bauarbeiter-Set, da das Biertrinken während der Arbeit nicht mehr den heutigen Vorstellungen von Arbeitssicherheit entspricht und das Nachspielen der Szene Kinder an die Vorstellung gewöhnt, regelmäßiger Alkoholkonsum, auch während der Arbeit, sei „normal“.
- Obwohl im Mittelalter oft Tanzbären zur Schau gestellt wurden, wurde ein Tanzbär aus einem Mittelalter-Set herausgenommen, nachdem es Proteste von Tierschützern gegeben hatte.[56]
- In den USA protestierten Eltern gegen das Set „Sicherheitsschleuse“.[57]
- 2015 protestierten Kunden in den USA gegen ein Piratenset, das einen schwarzen Seeräuber mit Sklavenkragen enthielt.[58]

Andererseits wird Playmobil vorgeworfen, dass diejenigen Sets, die die Alltagsrealität abbilden sollen, genau diesem Anspruch nicht gerecht würden. Es gebe unter den Figuren „nicht einen schwer Erziehbaren. Keinen Alkoholiker. Nicht einmal einen nackten Hintern. Das penetrante Lächeln nervt selbst viele Kinder.“
Zur Realität gehöre es auch, dass es früher Piratinnen gegeben habe und heute Bankräuberinnen gebe. Auf diesen Einwand hin schuf Geobra Brandstätter eine weibliche Bankräuberfigur, auch damit Kinder lernen, dass Frauen wie Männer die Fähigkeit besitzen, „gemein und durchtrieben zu sein“, und damit Mädchen, die nicht immer „brav“ sein wollen (und sollen), eine Identifikationsfigur erhalten. Dazu merkt „Spiegel Online“ kritisch an, dass Bankräuberinnen insofern eine vernachlässigbar kleine soziale Gruppe bildeten, als nur fünf Prozent aller Banküberfälle von Frauen verübt werden.
Die ehemalige Geobra-Geschäftsführerin Andrea Schauer bedauerte 2006 den relativ geringen Umsatz der Firma in den USA. Playmobil-Figuren gälten dort überwiegend als „zu brav“ und „altbacken“. Eltern in den USA bevorzugten überwiegend reizintensives Spielzeug mit „Blinklicht“ und „Stimme aus dem Computer“.

## Sonstiges
- In der Harald Schmidt Show wurden mit Playmobil-Figuren in liebevoll ausgestatteten Spiel-Landschaften aktuelle Ereignisse, Romaninhalte und Lebensläufe dargestellt und erläutert (darunter Lenin in der Schweiz (15. September 1998), Apollo 11 (7. Mai 1999), Die Abenteuer des Herakles (9. Oktober 2002), Les Misérables (28. Februar 2002), Die Geschichte des Ödipus (28. März 2003), Orpheus in der Unterwelt (18. November 2003), Das Leben des Joschka Fischer (13. Dezember 2006), Geschichte der Harald Schmidt Show (4. März 2014)[62]).
- In der Zweiten Fußball-Bundesliga trug die SpVgg Greuther Fürth ihre Heimspiele im Playmobil-Stadion aus. Das Stadion wurde 2010 in Trolli Arena (seit Februar 2016 wieder Sportpark Ronhof) umbenannt.
- Die erste Playmobil-Eisenbahn-Reihe benutzt das Schienensystem der Lehmann-Groß-Bahn, sogar das LGB-Logo ist auf der Unterseite der Playmobil-Schienen geblieben
- Zu Weihnachten sind Sonderpackungen wie Adventskalender, Weihnachtskrippe, Heilige Drei Könige u. Ä. erhältlich.
- Das Archäologische Landesmuseum in Konstanz veranstaltet seit 2006 regelmäßig Sonderausstellungen mit dem Titel Archäologie und Playmobil, in denen geschichtliche Themen mit Playmobil-Figuren aufwändig inszeniert werden.
- Jährlich werden Sonderpackungen für Galeria Kaufhof produziert, die nur dort erhältlich sind. Auch für Toys “R” Us, Karstadt, real SB-Warenhaus, Vedes, Spielzeugring, Müller, idee+spiel und andere Spielwarenbranchen werden regelmäßig Sonderpackungen produziert.
- Horst Seehofer bekam von Playmobil eine Angela-Merkel-Figur geschenkt.[63]
- Für Playmobilfans existieren diverse Foren und Clubs, u. a. Klickywelt seit 2003 (Vorgänger Playmo-Portal), PlaymoFriends seit 2005, Playmo-Treff seit 2008, sowie Klicky Island seit 2017.
- Die Schriftart, auf der das Logo basiert, heißt Blippo. Bestand das Logo aus den Anfangszeiten noch aus den Standardzeichen, wurde es über die Jahre angepasst durch abgerundete Ecken und einen charakteristischen i-Punkt.